# Seven Femenino de Sudáfrica 2019
El Seven Femenino de Sudáfrica de 2019 fue la primera edición del torneo sudafricano de rugby 7, fue el tercer torneo de la Serie Mundial Femenina de Rugby 7 2019-20.
Se desarrolló en el Cape Town Stadium de la ciudad de Ciudad del Cabo, Sudáfrica.
Por primera vez se disputó en paralelo con la edición masculina del torneo.

## Equipos participantes
Además de los 11 equipos que tienen su lugar asegurado para toda la temporada se suma como invitado la selección de Sudáfrica.
| - Australia - Brasil - Canadá - España - Estados Unidos - Fiyi | - Francia - Inglaterra - Irlanda - Nueva Zelanda - Rusia - Sudáfrica |

## Fase de grupos

### Grupo A
| Equipo        | Encuentros | Encuentros | Encuentros | Encuentros | Tantos  | Tantos    | Tantos     | Puntos |
| Equipo        | jugados    | ganados    | empatados  | perdidos   | a favor | en contra | diferencia | Puntos |
| ------------- | ---------- | ---------- | ---------- | ---------- | ------- | --------- | ---------- | ------ |
| Nueva Zelanda | 3          | 3          | 0          | 0          | 64      | 10        | 54         | 9      |
| Fiyi          | 3          | 2          | 0          | 1          | 75      | 36        | 39         | 7      |
| Rusia         | 3          | 1          | 0          | 2          | 50      | 62        | -12        | 5      |
| Sudáfrica     | 3          | 0          | 0          | 3          | 17      | 98        | -81        | 3      |

### Grupo B
| Equipo  | Encuentros | Encuentros | Encuentros | Encuentros | Tantos  | Tantos    | Tantos     | Puntos |
| Equipo  | jugados    | ganados    | empatados  | perdidos   | a favor | en contra | diferencia | Puntos |
| ------- | ---------- | ---------- | ---------- | ---------- | ------- | --------- | ---------- | ------ |
| Francia | 3          | 3          | 0          | 0          | 95      | 24        | 71         | 9      |
| Canadá  | 3          | 2          | 0          | 1          | 72      | 21        | 51         | 7      |
| España  | 3          | 1          | 0          | 2          | 48      | 78        | -30        | 5      |
| Brasil  | 3          | 0          | 0          | 3          | 14      | 106       | -92        | 3      |

### Grupo C
| Equipo         | Encuentros | Encuentros | Encuentros | Encuentros | Tantos  | Tantos    | Tantos     | Puntos |
| Equipo         | jugados    | ganados    | empatados  | perdidos   | a favor | en contra | diferencia | Puntos |
| -------------- | ---------- | ---------- | ---------- | ---------- | ------- | --------- | ---------- | ------ |
| Australia      | 3          | 3          | 0          | 0          | 80      | 14        | 66         | 9      |
| Estados Unidos | 3          | 2          | 0          | 1          | 73      | 26        | 47         | 5      |
| Inglaterra     | 3          | 1          | 0          | 2          | 43      | 60        | -17        | 5      |
| Irlanda        | 3          | 0          | 0          | 3          | 7       | 103       | -96        | 3      |

## Fase Final

### 11° puesto
| 15 de diciembre | Brasil | 7 - 26 | Irlanda | Cape Town Stadium, Ciudad del Cabo |  |

### 9° puesto
| 15 de diciembre | España | 19 - 7 | Sudáfrica | Cape Town Stadium, Ciudad del Cabo |  |

#### Copa de oro
|  | Cuartos de final | Cuartos de final | Cuartos de final |               |         | Semifinales | Semifinales | Semifinales |         |              | Copa         | Copa         | Copa |  |
|  |                  |                  |                  |               |         |             |             |             |         |              |              |              |      |  |
|  |                  |                  |                  |               |         |             |             |             |         |              |              |              |      |  |
|  | Francia          | Francia          | 31               |               |         |             |             |             |         |              |              |              |      |  |
|  | Francia          | Francia          | 31               |               |         |             |             |             |         |              |              |              |      |  |
|  | Rusia            | Rusia            | 0                |               |         |             |             |             |         |              |              |              |      |  |
|  | Rusia            | Rusia            | 0                |               | Francia | Francia     | 19          |             |         |              |              |              |      |  |
|  |                  |                  |                  |               | Francia | Francia     | 19          |             |         |              |              |              |      |  |
|  |                  |                  | Australia        | Australia     | 24      |             |             |             |         |              |              |              |      |  |
|  | Australia        | Australia        | Australia        | Australia     | 24      | 38          |             |             |         |              |              |              |      |  |
|  | Australia        | Australia        |                  |               |         |             |             |             |         |              |              |              |      |  |
|  | Fiyi             | Fiyi             | 7                |               |         |             |             |             |         |              |              |              |      |  |
|  | Fiyi             | Fiyi             | 7                |               |         |             |             |             |         | Australia    | Australia    | 7            |      |  |
|  |                  |                  |                  |               |         |             |             |             |         | Australia    | Australia    | 7            |      |  |
|  |                  |                  | Nueva Zelanda    | Nueva Zelanda | 17      |             |             |             |         |              |              |              |      |  |
|  | Canadá           | Canadá           | Nueva Zelanda    | Nueva Zelanda | 17      | 15          |             |             |         |              |              |              |      |  |
|  | Canadá           | Canadá           |                  |               |         |             |             |             |         |              |              |              |      |  |
|  | Estados Unidos   | Estados Unidos   | 14               |               |         |             |             |             |         |              |              |              |      |  |
|  | Estados Unidos   | Estados Unidos   | 14               |               | Canadá  | Canadá      | 5           |             |         | Tercer lugar | Tercer lugar | Tercer lugar |      |  |
|  |                  |                  |                  |               | Canadá  | Canadá      | 5           |             |         | Tercer lugar | Tercer lugar | Tercer lugar |      |  |
|  |                  |                  | Nueva Zelanda    | Nueva Zelanda | 15      |             |             |             |         |              |              |              |      |  |
|  | Nueva Zelanda    | Nueva Zelanda    | Nueva Zelanda    | Nueva Zelanda | 15      | 26          |             |             | Francia | Francia      | 17           |              |      |  |
|  | Nueva Zelanda    | Nueva Zelanda    |                  |               |         |             |             |             | Francia | Francia      | 17           |              |      |  |
|  | Inglaterra       | Inglaterra       | 21               |               |         |             |             |             |         |              | Canadá       | Canadá       | 22   |  |
|  | Inglaterra       | Inglaterra       | 21               |               |         |             |             |             |         |              | Canadá       | Canadá       | 22   |  |
|  |                  |                  |                  |               |         |             |             |             |         |              |              |              |      |  |

| Bandera de Nueva Zelanda |
| Campeón Nueva Zelanda    |
| 2º título del circuito   |